# Elección para gobernador de Iowa de 2022
La elección para gobernador de Iowa de 2022 se llevó a cabo el 8 de noviembre. La gobernadora titular republicana Kim Reynolds se postuló en busca de la reelección para un segundo mandato.

## Primaria republicana

### Candidatos declarados
- Kim Reynolds, gobernadora titular.[1]

## Primaria demócrata

### Candidatos declarados
- Deidre DeJear, empresaria.[2]

## Resultados

### Generales
| Partido                         | Partido       | Candidato     | Votos     | %     |
| ------------------------------- | ------------- | ------------- | --------- | ----- |
|                                 | Republicano   | Kim Reynolds  | 709,198   | 58.04 |
|                                 | Demócrata     | Deidre DeJear | 482,950   | 39.53 |
|                                 | Libertario    | Rick Stewart  | 28,998    | 2.37  |
| Escritos                        | Escritos      | Escritos      | 718       | 0.06  |
|                                 |               |               |           |       |
| Total                           | Total         | Total         | 1,221,864 | 100   |
| Participación                   | Participación | Participación | 1,230,416 | 55.06 |
| Registrados                     | Registrados   | Registrados   | 2,234,666 |       |
|                                 |               |               |           |       |
| Fuente: Iowa Secretary of State |               |               |           |       |